# Konavoske stijene
Konavoske stijene strme su litice i poseban krajolik blizu sela Popovići općini Konavle. Dosežu visinu i do 300 metara, a u prosjeku stotinu - do dvjestotinjak metara. Nalaze na području Cavtata i jedinstvena su prirodna atrakcija na Hrvatskom Jadranu.
Tu se nalazi i uređena poučna staza kojom je moguć obilazak i šetnja. Uz tu posebnu ekološku stazu su postavljene oznake s prikazom brojnih rijetkih vrsta flore (s nekoliko endema kao primjerice dubrovačke zečine, drvenaste mlječike, grmaste glavulje i dr.) i faune ovoga područja. Južno od Popovića nalazi se jedinstvena plaža Pasjača. 
U tijeku je i postupak zaštite tog područja kroz proglašenje spomenikom ili parkom prirode.

## Vanjske poveznice
- Članak u Slobodnoj Dalmaciji.